# J. Danforth Bush
Joshua Danforth Bush (* 4. Dezember 1868; † 4. Dezember 1926) war ein US-amerikanischer Politiker. Zwischen 1921 und 1925 war er Vizegouverneur des Bundesstaates Delaware.

## Werdegang
J. Danforth Bush wurde in eine reiche Unternehmerfamilie hineingeboren. Sein Vater George W. Bush (nicht verwandt mit dem gleichnamigen US-Präsidenten) war im Versandhandel, im Kohlegeschäft und in der Holzbranche tätig. Nach dessen Tod im Jahr 1900 führten seine Söhne die George W. Bush & Sons Company weiter. Danforth wurde Vizepräsident dieser Firma. Politisch schloss er sich der Republikanischen Partei an. Für einige Zeit diente er auch als Major der 59. Pioniereinheit in den amerikanischen Streitkräften.
Im Jahr 1920 wurde Bush an der Seite von William D. Denney zum Vizegouverneur von Delaware gewählt. Dieses Amt bekleidete er zwischen 1921 und 1925. Dabei war er Stellvertreter des Gouverneurs und Vorsitzender des Staatssenats. Nach dem Ende seiner Zeit als Vizegouverneur ist er politisch nicht mehr in Erscheinung getreten. Er starb am 4. Dezember 1926 und wurde auf dem Nationalfriedhof Arlington in Virginia beigesetzt.